# Polymyxine

Polymyxin B1 und B2 (türkis: D-Phenylalanylstruktur)

Polymyxin E1 und E2 (türkis: D-Leucylstruktur)

Polymyxine sind eine Gruppe von Polypeptid-Antibiotika, die erstmals 1947 aus Stämmen von Bacillus polymyxa gewonnen wurden. Ähnlich wie die Zellmembran besitzen sie eine Polarität. Dadurch werden sie in die Zellmembran gramnegativer Bakterien eingelagert und stören deren Permeabilität. Aufgrund dessen besitzen diese Antibiotika eine bakterizide Wirkung, allerdings nur gegen außerhalb der Körperzellen (extrazellulär) lokalisierte Keime. Zu den Polymyxinen gehören Polymyxin B und das erstmals 1950 von Shizuo Kayama aus Kulturfiltraten von Bacillus colistinus gewonnene Colistin (= Polymyxin E). Ursprünglich wurden fünf verschiedene Polymyxine identifiziert, sie wurden mit A bis E bezeichnet.
Bei parenteraler Anwendung können Polymyxine toxische Nebenwirkungen entfalten, insbesondere in Bezug auf das Nervensystem (Neurotoxizität) und die Niere (Nephrotoxizität). Bei Nierenversagen sind sie kontraindiziert. In der Humanmedizin werden daher Colistin-Präparate in Form eines besser verträglichen Prodrug Colistimethat-Natrium (CMS) parenteral angewendet. Bei der oralen Anwendung von Colistin-Präparaten kommt es im Darm zu keiner relevanten Resorption.
Polymyxine gelten als Reserveantibiotika.

## Struktur
Polymyxine zählen zu den verzweigten, zyklischen Polypeptiden und bestehen aus zehn Aminosäuren (Dekapeptid). Mehrheitlich vertreten ist die L-2,4-Diaminobuttersäure (L-Dab), zudem ist mindestens einmal das L-Threonin enthalten. Am N-Terminus weisen sie eine (+)-(6S)-6-Methyl-Octansäure (MOA) auf, die als Fettsäure den lipophilen Teil des Moleküls realisiert. Demgegenüber steht ein Kationen-aktiver, hydrophiler Bereich. Polymyxine haben daher einen polaren Aufbau und sind oberflächenaktiv. Die verschiedenen Polymyxine differieren jeweils geringfügig in der Peptidsequenz und werden mit Buchstaben klassifiziert. Weitere Unterschiede können sich durch Variationen am Fettsäurerest ergeben. 
Medizinisch bedeutsam sind die Polymyxine B und E (=Colistin), die sich voneinander nur durch eine unterschiedliche Aminosäure in der zyklischen Struktur unterscheiden: Während Polymyxin B dort in der Sequenzposition 6 ein D-Phenylalanin  trägt, ist es bei Colistin  ein D-Leucin.

## Übersicht
| Polymyxin            | A3    | A6    | A7    | R1  | R2  | Mr   | CASRN      |
| -------------------- | ----- | ----- | ----- | --- | --- | ---- | ---------- |
| A1                   | D-Dab | D-Leu | L-Thr | CH3 | CH3 |      |            |
| A2                   | D-Dab | D-Leu | L-Thr | CH3 | H   |      |            |
| B1                   | L-Dab | D-Phe | L-Leu | CH3 | CH3 | 1204 | 4135-11-9  |
| B2                   | L-Dab | D-Phe | L-Leu | CH3 | H   | 1190 | 34503-87-2 |
| B3                   | L-Dab | D-Phe | L-Leu | H   | CH3 | 1190 | 71140-58-4 |
| B1-I (I1)            | L-Dab | D-Phe | L-Ile | CH3 | CH3 | 1204 | 80469-10-9 |
| D1                   | D-Ser | D-Leu | L-Thr | CH3 | CH3 | 1144 | 10072-50-1 |
| D2                   | D-Ser | D-Leu | L-Thr | CH3 | H   | 1130 | 34167-45-8 |
| E1 (Colistin A)      | L-Dab | D-Leu | L-Leu | CH3 | CH3 | 1169 | 7722-44-3  |
| E2 (Colistin B)      | L-Dab | D-Leu | L-Leu | CH3 | H   | 1155 | 7239-48-7  |
| E3                   | L-Dab | D-Leu | L-Leu | H   | CH3 | 1155 |            |
| E4                   | L-Dab | D-Leu | L-Leu | H   | H   | 1141 |            |
| E1-I                 | L-Dab | D-Leu | L-Ile | CH3 | CH3 | 1169 |            |
| E1-Nva               | L-Dab | D-Leu | L-Nva | CH3 | CH3 | 1155 |            |
| E1-Thr (M, Mattacin) | L-Dab | D-Leu | L-Thr | CH3 | CH3 | 1157 | 6683-17-6  |
| E2-I (Circulin A)    | L-Dab | D-Leu | L-Ile | CH3 | H   | 1155 |            |
| E2-Val               | L-Dab | D-Leu | L-Val | CH3 | H   | 1141 |            |

Anmerkungen zur Tabelle:
1. ↑  Henry Paulus: Polymyxins. In: Springer eBooks. 1967, S. 254–267 doi:10.1007/978-3-662-38441-1_22 (Polymyxin A1, A2, B1, B2, D1, D2, E1, E2, Circulin).
2. ↑  European Pharmacopoeia, 10.0, Monograph Colistin sulfate (Polymyxin E1, E2, E3, E4, E1-I, E2-I).
3. ↑  European Pharmacopoeia, 8.0, Monograph Polymyxin B sulfate (Polymyxin B1, B2, B3, B1-I)
4. ↑  Nathaniel I. Martin, Haijing Hu, Matthew M. Moake, John J. Churey, Randy M. Whittal, Randy W. Worobo, John C. Vederas: Isolation, Structural Characterization, and Properties of Mattacin (Polymyxin M), a Cyclic Peptide Antibiotic Produced by Paenibacillus kobensis M. In: Journal of Biological Chemistry. 2003, Band 278, Nummer 15, S. 13124–13132. DOI:10.1074/jbc.M212364200. (Polymyxin M)
5. ↑  Molare Masse, in g·mol−1